# Reserva natural de Cockscomb
La Reserva natural de Cockscomb es un área natural protegida, ubicada en la zona centro-meridional de Belice creada para proteger los bosques, la fauna y las cuencas hidrográficas de unos 400 kilómetros cuadrados de las laderas orientales de las Montañas Maya.
Cockscomb fue declarado reserva natural en 1990 como el primer santuario salvaje para los jaguares y es considerado por algunos eruditos como el principal paraje de conservación de estos felinos.
El lugar consiste en dos cuencas hidrográficas adyacentes y es accesible a través de un sistema sendas por las que concurren visitantes e investigadores del medio ambiente. 
Las Montañas Mayas y sus laderas se encuentran entre las más antiguas formaciones de superficie de la roca de América Central; sus sedimentos paleozoicos fueron levantados hace alrededor de 200 millones de años. Las principales formaciones de roca levantada en el santuario son de cuarcita y arenisca.
- Datos: Q672101
- Multimedia: Cockscomb Basin Wildlife Sanctuary / Q672101